# American League Division Series
American League Division Series (ALDS) – w Major League Baseball pierwsza runda w postseason, w której rywalizuje się do trzech zwycięstw. Zwycięzca awansuje do American League Championship Series.
Division Series po raz pierwszy miały miejsce w 1981 i rozegrane zostały z konieczności po dwumiesięcznym strajku zawodników. Sezon został podzielony na dwie części. Do Division Series promocję uzyskali zwycięzcy dywizji z pierwszej i drugiej jego części.
W 1994 w związku z przystąpieniem do Major League Baseball nowych zespołów, utworzono w American League i National League trzecią dywizję Central Division. W związku ze strajkiem zawodników w sezonie 1994 nie rozegrano postseason i w efekcie inauguracja American League Division Series nastąpiła rok później. Do sezonu 2011 awans do Division Series uzyskiwali:
- trzej mistrzowie każdej dywizji
- zespół z dziką kartą, mający najlepszy bilans zwycięstw i porażek spośród reszty klubów[2]. Division Series rozgrywano w formacie 2–2–1[3]

Od sezonu 2012 dziką kartę otrzymują dwa zespoły, które rozgrywają jedno spotkanie o awans do Division Series (Major League Baseball Wild Card Game). Zwycięzca przystępuje do rywalizacji z zespołem z najlepszym bilansem w lidze, jednak przeciwnikiem nie może być zespół pochodzący z tej samej dywizji. W sezonie 2012 zmieniono również format rozgrywek z 2–2–1 na 2–3 (dwa pierwsze mecze odbywały się na stadionie zespołu z gorszym bilansem z sezonu zasadniczego). Od 2013 ponownie obowiązuje format 2–2–1.

## Wyniki ALDS
| 1981 | New York Yankees                                 | Milwaukee Brewers                                | 3–2                                              |                                                  |                                                  |
| 1981 | Oakland Athletics                                | Kansas City Royals                               | 3–0                                              |                                                  |                                                  |
| 1994 | ALDS nie odbyły się z powodu strajku zawodników. | ALDS nie odbyły się z powodu strajku zawodników. | ALDS nie odbyły się z powodu strajku zawodników. | ALDS nie odbyły się z powodu strajku zawodników. | ALDS nie odbyły się z powodu strajku zawodników. |
| 1995 | Cleveland Indians                                | Boston Red Sox                                   | 3–0                                              |                                                  |                                                  |
| 1995 | Seattle Mariners                                 | New York Yankees #                               | 3–2                                              |                                                  |                                                  |
| 1996 | New York Yankees                                 | Texas Rangers                                    | 3–1                                              |                                                  |                                                  |
| 1996 | Baltimore Orioles #                              | Cleveland Indians                                | 3–1                                              |                                                  |                                                  |
| 1997 | Baltimore Orioles                                | Seattle Mariners                                 | 3–1                                              |                                                  |                                                  |
| 1997 | Cleveland Indians                                | New York Yankees #                               | 3–2                                              |                                                  |                                                  |
| 1998 | New York Yankees                                 | Texas Rangers                                    | 3–0                                              |                                                  |                                                  |
| 1998 | Cleveland Indians                                | Boston Red Sox #                                 | 3–1                                              |                                                  |                                                  |
| 1999 | New York Yankees                                 | Texas Rangers                                    | 3–0                                              |                                                  |                                                  |
| 1999 | Boston Red Sox #                                 | Cleveland Indians                                | 3–2                                              |                                                  |                                                  |
| 2000 | Seattle Mariners #                               | Chicago White Sox                                | 3–0                                              |                                                  |                                                  |
| 2000 | New York Yankees                                 | Oakland Athletics                                | 3–2                                              |                                                  |                                                  |
| 2001 | New York Yankees                                 | Oakland Athletics #                              | 3–2                                              |                                                  |                                                  |
| 2001 | Seattle Mariners                                 | Cleveland Indians                                | 3–2                                              |                                                  |                                                  |
| 2002 | Minnesota Twins                                  | Oakland Athletics                                | 3–2                                              |                                                  |                                                  |
| 2002 | Anaheim Angels #                                 | New York Yankees                                 | 3–1                                              |                                                  |                                                  |
| 2003 | New York Yankees                                 | Minnesota Twins                                  | 3–1                                              |                                                  |                                                  |
| 2003 | Boston Red Sox #                                 | Oakland Athletics                                | 3–2                                              |                                                  |                                                  |
| 2004 | New York Yankees                                 | Minnesota Twins                                  | 3–1                                              |                                                  |                                                  |
| 2004 | Boston Red Sox #                                 | Anaheim Angels                                   | 3–0                                              |                                                  |                                                  |
| 2005 | Chicago White Sox                                | Boston Red Sox #                                 | 3–0                                              |                                                  |                                                  |
| 2005 | Los Angeles Angels of Anaheim                    | New York Yankees                                 | 3–2                                              |                                                  |                                                  |
| 2006 | Detroit Tigers #                                 | New York Yankees                                 | 3–1                                              |                                                  |                                                  |
| 2006 | Oakland Athletics                                | Minnesota Twins                                  | 3–0                                              |                                                  |                                                  |
| 2007 | Boston Red Sox                                   | Los Angeles Angels of Anaheim                    | 3–0                                              |                                                  |                                                  |
| 2007 | Cleveland Indians                                | New York Yankees #                               | 3–1                                              |                                                  |                                                  |
| 2008 | Boston Red Sox #                                 | Los Angeles Angels of Anaheim                    | 3–1                                              |                                                  |                                                  |
| 2008 | Tampa Bay Rays                                   | Chicago White Sox                                | 3–1                                              |                                                  |                                                  |

| Rok  | Zwycięzca                     | Przegrany           | Wynik rywalizacji |
| ---- | ----------------------------- | ------------------- | ----------------- |
| 2009 | New York Yankees              | Minnesota Twins     | 3–0               |
| 2009 | Los Angeles Angels of Anaheim | Boston Red Sox #    | 3–0               |
| 2010 | Texas Rangers                 | Tampa Bay Rays      | 3–2               |
| 2010 | New York Yankees #            | Minnesota Twins     | 3–0               |
| 2011 | Texas Rangers                 | Tampa Bay Rays #    | 3–1               |
| 2011 | Detroit Tigers                | New York Yankees    | 3–2               |
| 2012 | Detroit Tigers                | Oakland Athletics   | 3–2               |
| 2012 | New York Yankees              | Baltimore Orioles # | 3–2               |
| 2013 | Boston Red Sox                | Tampa Bay Rays #    | 3–1               |
| 2013 | Detroit Tigers                | Oakland Athletics   | 3–2               |
| 2014 | Baltimore Orioles             | Detroit Tigers      | 3–0               |
| 2014 | Kansas City Royals #          | Anaheim Angels      | 3–0               |
| 2015 | Toronto Blue Jays             | Texas Rangers       | 3–2               |
| 2015 | Kansas City Royals            | Houston Astros #    | 3–2               |
| 2016 | Toronto Blue Jays #           | Texas Rangers       | 3–0               |
| 2016 | Cleveland Indians             | Boston Red Sox      | 3–0               |
| 2017 | New York Yankees #            | Cleveland Indians   | 3–2               |
| 2017 | Houston Astros                | Boston Red Sox      | 3–1               |
| 2018 | Boston Red Sox                | New York Yankees #  | 3–1               |
| 2018 | Houston Astros                | Cleveland Indians   | 3–0               |
| 2019 | New York Yankees              | Minnesota Twins     | 3–0               |
| 2019 | Houston Astros                | Tampa Bay Rays #    | 3–2               |
| 2020 | Tampa Bay Rays                | New York Yankees    | 3–2               |
| 2020 | Houston Astros                | Oakland Athletics   | 3–1               |
| 2021 | Boston Red Sox #              | Tampa Bay Rays      | 3–1               |
| 2021 | Houston Astros                | Chicago White Sox   | 3–1               |
| 2022 | Houston Astros                | Seattle Mariners #  | 3–0               |
| 2022 | New York Yankees              | Cleveland Guardians | 3–2               |
| 2023 | Texas Rangers #               | Baltimore Orioles   | 3–0               |
| 2023 | Houston Astros                | Minnesota Twins     | 3–1               |

- # – Zespół, który awansował do Division Series po otrzymaniu dzikiej karty